# Nightmare BE
Nightmare BE is een Belgische hardrockband met als frontman de uit Lier afkomstige zanger-gitarist Zan Geeraerts.

## Geschiedenis
In april 2011 richtte Geeraerts de band op samen met Kristof 'Krikke' Michiels en Jasper Vanderheyden. De band heette toen nog simpelweg Nightmare. Vanderheyden speelde voordien gitaar bij No Name No Fame en nadien samen met Geeraerts bij Crisis. Michiels speelde voordien basgitaar in Poison Addict, een rockband uit Nijlen. De band werd aangevuld met drummer Soren Van Bauwel, die in 2013 weer van het toneel verdween en vervangen werd door Vassili Golfidis.
Begin 2012 kwam Nightmare BE's eerste single Baby Let Go uit. Later dat jaar volgde een tweede single, She Gives It All. Begin 2015 begon de band met de opnames van debuutalbum Dirt, dat naast de twee singles nog negen andere tracks bevat. Nog voor het het album afgewerkt was, werd besloten de naam te veranderen naar Nightmare BE. Dirt werd begin 2016 aan het publiek voorgesteld tijdens een show samen met Gino's Eyeball, Mutt en Jethearts in jeugdcentrum Moevement in Lier.
In maart 2018 besloot Michiels de band te verlaten en werd hij vervangen door Andreas Timmerman. In de zomer van datzelfde jaar besloot de band de naam te veranderen in Sin Savage omdat het niet meer aanvoelde als het originele Nightmare na het vertrek van de bassist. Onder deze nieuwe naam werden al verschillende nieuwe singles en een nieuwe demo uitgebracht. In 2021 werd bekendgemaakt dat ook drummer Vasilli Golfidis de band ging verlaten.

## Bandleden

### Huidige bandleden
- Andreas Timmerman (2018-heden)
- Zan Geeraerts - Zang en gitaar (2011-heden)
- Jasper Vanderheyden - Gitaar (2011-heden)

### Voormalige bandleden
- Jordy 'Soren' Van Bauwel - Drums (2011-2013)
- Vassili Golfidis - Drums (2013-2021)
- Kristof 'Krikke' Michiels - Basgitaar (2011-2018)

## Discografie

### Albums
| Titel                     | Datum | Tracklist |
| ------------------------- | ----- | --- |
| Baby Let Go (single)      | 2012  | 1. Baby Let Go |
| She Gives It All (single) | 2012  | 1. She Gives It All |
| Dirt                      | 2016  | 1. Runnin' Away; 2. Come and Get Me; 3. Baby Let Go; 4. Down and Dirty; 5. Addicted to Love; 6. Where Are You Now?; 7. Hot in the Shade; 8. Little Love Affair; 9. Hard Time; 10. She Gives It All; 11. How Many Times |